# 폴 루커스
폴 루커스(Paul Lukas, 1891년 5월 26일 ~ 1971년 8월 15일)는 미국의 배우이다.

## 출연 작품
- 비밀지령 (1968)
- FBI(영어판) (1965)
- 로드 짐 (1965)
- 아카풀코의 추억 (1963)
- 북경의 55일 (1963)
- 텐더 이즈 더 나잇 (1962)
- 묵시록의 4기사 (1961)
- 루츠 오브 헤븐 (1958)
- 해저 2만리 (1954)
- 베를린 익스프레스 (1948)
- 스튜디오 원 (1948)
- 위험한 실험 (1944)
- 라인의 감시 (1943)
- 나치 스파이의 고백 (1939)
- 반드리카 초특급 (1938)
- 공작 부인 (1936)
- 아이 파운드 스텔라 패리시 (1935)
- 작은 아씨들 (1933)
- 라커바이 (1932)
- 시티 스트리트 (1931)
- 데블스 홀리데이 (1930)